# 马丁·马克斯
马丁·马克斯（荷蘭語：Martin Max，1968年8月7日—）是一名前德国足球运动员，曾两度获得德甲联赛最佳射手。